# Liszczyn
Liszczyn (ukr. Ліщин, pol. Leszczyn) – wieś na Ukrainie, w obwodzie żytomierskim, w rejonie żytomierskim, nad Hujwą. W 2001 roku liczyła 1265 mieszkańców.
Pierwsza wzmianka o miejscowości pochodzi z 1566 roku. We wsi murowany kościół pw. św. Trójcy z 1805 r. wybudowany przez Józefa Polanowskiego, stolnika przemyskiego. W 1969 roku do Liszczyna przyłączono miejscowość Tułyn (pol. Tulin).
W Tułynie znajdował się dawniej warowny zamek położony na Zamkowej Górze oraz pałac z wieżyczką wybudowany w stylu neogotyckim przez Dobrowolskich.

## Bibliografia

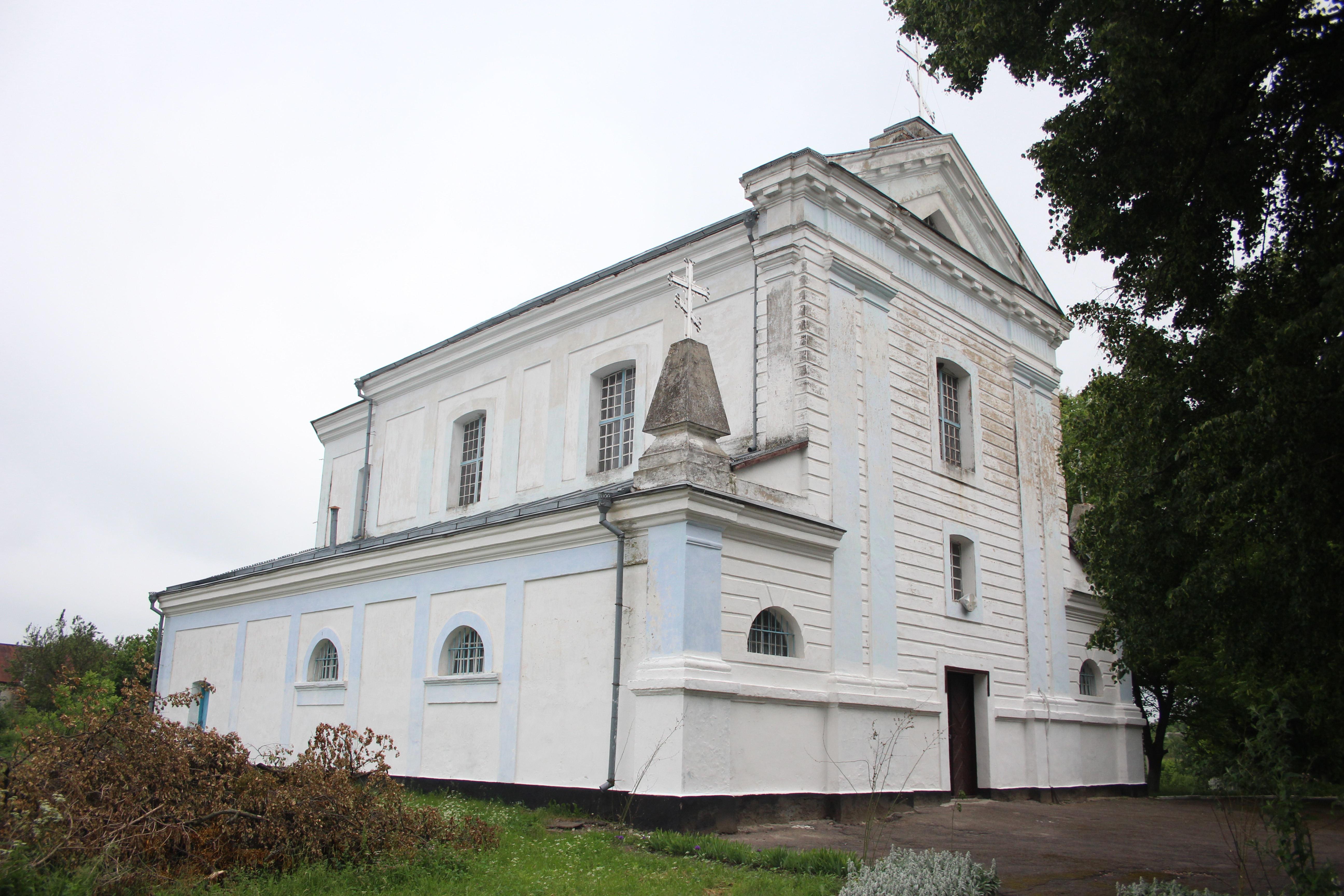
Kościół pw. św. Trójcy z 1805
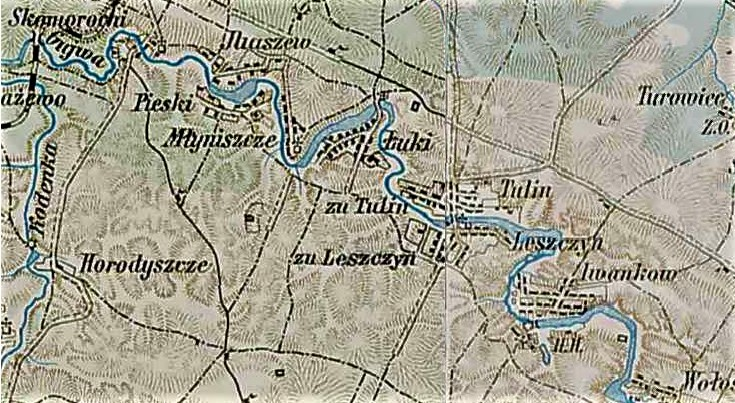
Liszczyn na mapie Austro-Węgier (1910)
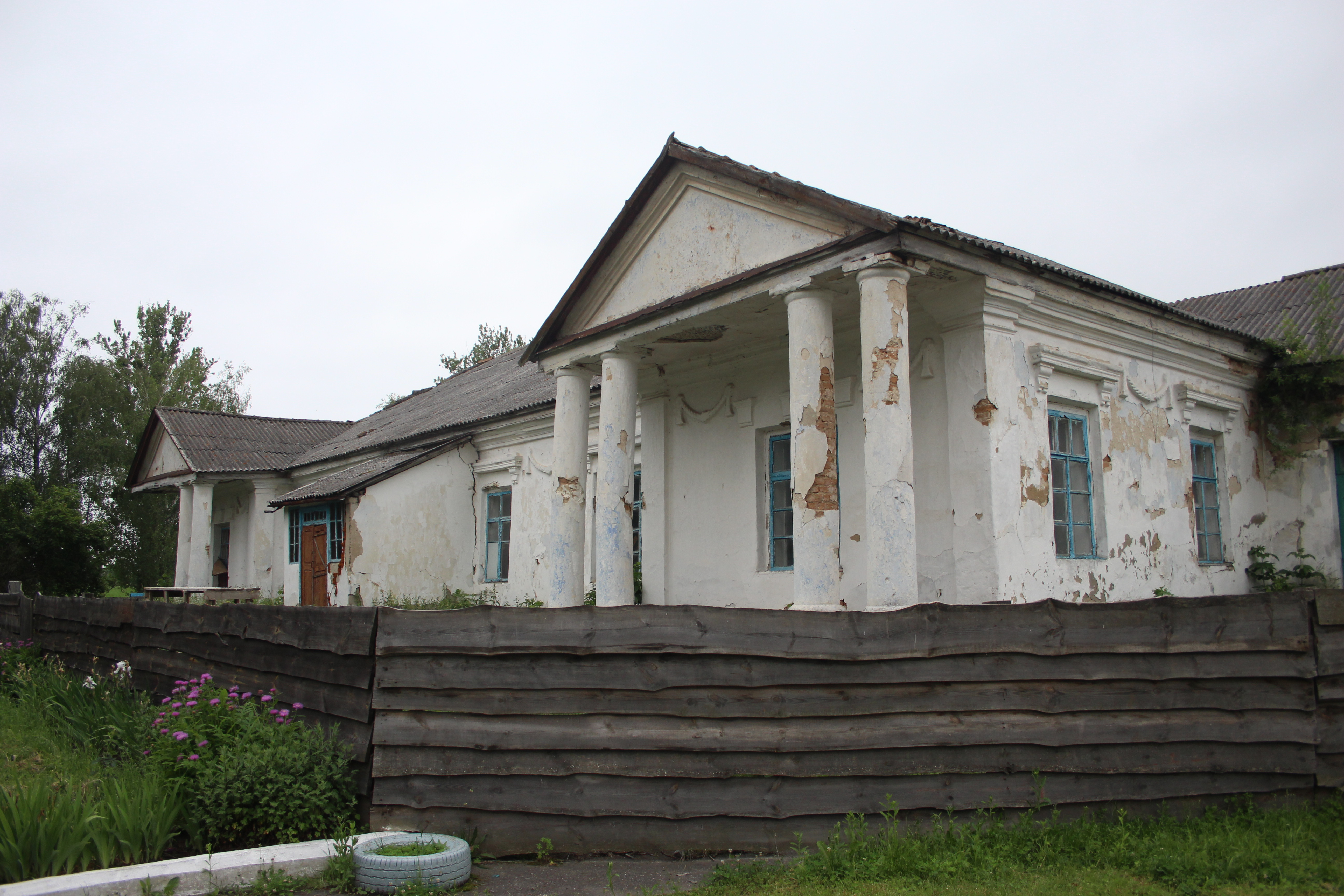
Dwór w Liszczynie